# Pseudosophronica hologrisea
Pseudosophronica hologrisea là một loài bọ cánh cứng trong họ Cerambycidae.